# Фунай-хан

Мон роду Такенака

Мон роду Хінено

Мон роду Мацудайра

Фунай-хан (яп. 府内藩, ふないはん) — хан в Японії, у провінції Бунґо, регіоні Кюсю.

## Короткі відомості
- Адміністративний центр: містечко Фунай повіту Хаямі[1] (сучасне місто Ойта префектури Ойта).

- Дохід:

20 000 коку у 1601—1656;
21 000 коку у 1656—1871.
- До 1684 управлявся родом Такенака, що належав до тодзама і мав статус володаря замку (城主).

З 1634 управлявся родом Хінено, що був переведений з Мібу-хан у провінції Сімоцуке. Цей рід так само належав до тодзама і мав статус володаря замку (城主).
З 1656 управлявся родом Мацудайра гілки Оґю (大給松平家), що був переведений з Тамба-Камаяма-хан у провінції Тамба. Цей рід належав до фудай і мав статус володаря замку (城主). Голови роду мали право бути присутніми у залі імператорського дзеркала сьоґуна.
- Ліквідований в 1871.

## Правителі
| №  | Ім'я               | Ім'я       | Роки        | Ранг, титул       | Примітки                       |
| -- | ------------------ | ---------- | ----------- | ----------------- | ------------------------------ |
| 1  | Такенака Сіґетосі  | 竹中重利   | 1601 — 1615 | 従五位下 伊豆守   | Син Такенаки Сіґеміцу          |
| 2  | Такенака Сіґейосі  | 竹中重義   | 1615 — 1634 | 従五位下 采女正   | Син Такенаки Сіґетосі          |
| 1  | Хінено Йосіакіра   | 日根野吉明 | 1634 — 1656 | 従五位下 織部正   | Старший син Хінено Такайосі    |
| 1  | Мацудайра Тадаакі  | 松平忠昭   | 1658 — 1676 | 従五位下 左近将監 | Другий син Мацудайри Нарісіґе  |
| 2  | Мацудайра Тіканобу | 松平近陳   | 1676 — 1705 | 従五位下 対馬守   | Старший син Мацудайри Тадаакі  |
| 3  | Мацудайра Тікайосі | 松平近禎   | 1705 — 1725 | 従五位下 対馬守   | Другий син Мацудайри Тіканобу  |
| 4  | Мацудайра Тікасада | 松平近貞   | 1725 — 1745 | 従五位下 対馬守   | Другий син Міяке Ясуо          |
| 5  | Мацудайра Тіканорі | 松平近形   | 1745 — 1770 | 従五位下 主膳正   | Старший син Мацудайри Тікасади |
| 6  | Мацудайра Тікатомо | 松平近儔   | 1770 — 1804 | 従五位下 長門守   | Старший син Мацудайри Тіканорі |
| 7  | Мацудайра Тікайосі | 松平近義   | 1804 — 1807 | 従五位下 主膳正   | Другий син Мацудайри Тіканорі  |
| 8  | Мацудайра Тікакуні | 松平近訓   | 1807 — 1831 | 従五位下 左衛門佐 | Другий син Мацудайри Тікатомо  |
| 9  | Мацудайра Тіканобу | 松平近信   | 1831 — 1841 | 従五位下 信濃守   | Другий син Маеди Тосіцуйо      |
| 10 | Мацудайра Тікайосі | 松平近説   | 1841 — 1871 | 従五位下 左衛門尉 | Сьомий син Мацудайри Саданаґи  |